# Shikata ga nai

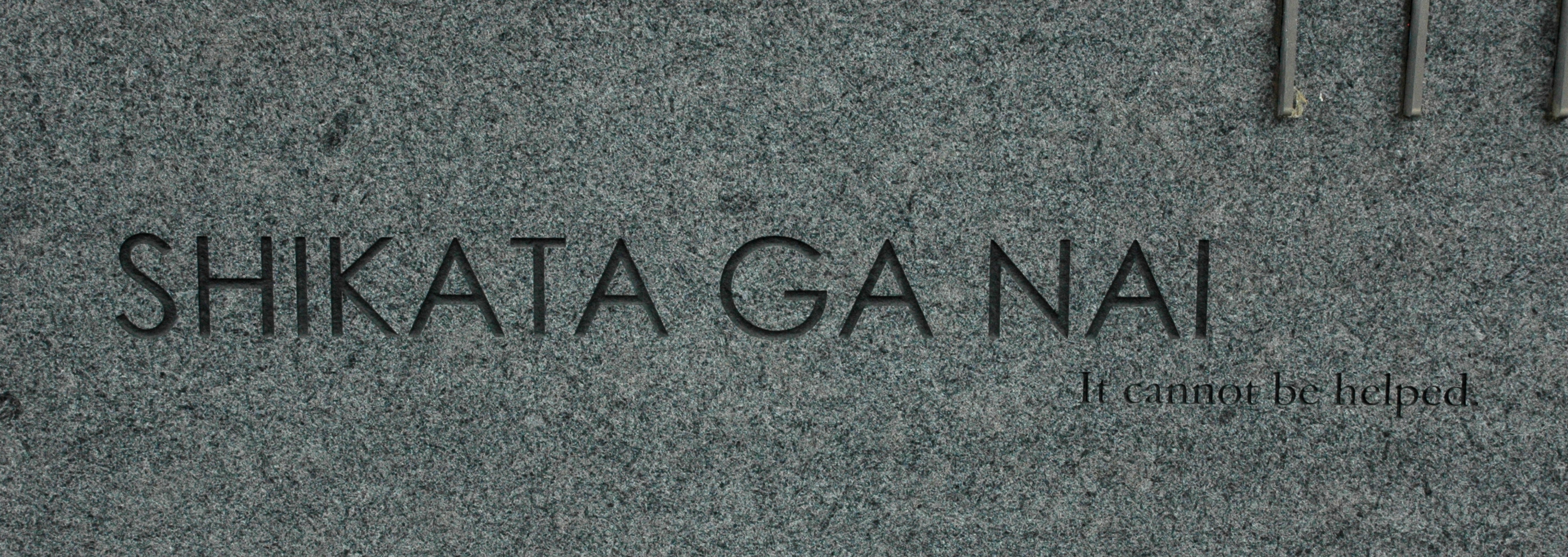
Shikata ga nai in Marmor gemeißelt

Shikata ga nai (japanisch 仕方がない ／ 仕方が無い) ist eine idiomatische Redewendung (Kan’yōku), die so viel bedeutet wie „Da kann man nichts machen“ oder „Es ist nicht zu ändern“. Daneben sind die Wendungen Shō ga nai (仕様がない) und Yamu o enai (止むを得ない) mit etwa gleicher Bedeutung gebräuchlich.

## Innere Haltung
Viele westliche Schriftsteller haben die Phrase shikata ga nai eingesetzt, um die Fähigkeit der Japaner zu beschreiben, angesichts einer unausweichlichen Tragödie, Katastrophe oder Ungerechtigkeit ihre Würde zu wahren, insbesondere, wenn sie die Umstände selber nicht kontrollieren können. In der Vergangenheit hat man die Phrase für Situationen verwendet, die Massen von Japanern ertragen mussten, wie die Besatzungszeit in Japan und die Internierung japanischstämmiger Amerikaner und Kanadier im Zweiten Weltkrieg. In diesem Licht betrachtet ist die Bemerkung von Kaiser Hirohito anlässlich seiner ersten Pressekonferenz 1975 in Tokio zu verstehen. Gefragt nach seinen Gedanken über den Atombombenabwurf über Hiroshima antwortete er: „Es ist sehr bedauerlich, dass Atombomben abgeworfen wurden, und ich habe großes Mitgefühl für die Einwohner von Hiroshima. Doch bei diesem Geschehnis konnte man nichts machen, denn solche Dinge passieren während eines Krieges.“
In Asian American Women. The „Frontiers“ Reader konstatiert Autorin Debbie Storrs:

“The Japanese phrase shikata ga nai, or ‘it can’t be helped,’ indicates cultural norms over which one has little control… This notion of suffering in part stems from shikata ga nai: failing to follow cultural norms and social conventions led to a life of little choice but endurance of suffering.”

„Die japanische Phrase shikata ga nai oder ‚da kann man nichts machen‘ bezieht sich auf kulturelle Zwänge, über die man wenig Kontrolle hat … Diese Auffassung vom Leiden stammt zum Teil von shikata ga nai: Denn sich den kulturellen Zwängen und gesellschaftlichen Konventionen nicht zu unterwerfen, würde zu einem Leben mit wenigen Alternativen außer dem Ertragen von Leiden führen.“

Die Phrase kann auch negativ konnotiert sein, da mancher Beobachter in den mangelnden Reaktionen auf äußere Widrigkeiten – sowohl gesellschaftlicher als auch politischer Natur – eher Gleichgültigkeit sehen könnte. In einem Artikel in Business Week wird von Bemerkungen eines westlichen Geschäftsmanns über die Japaner berichtet:

“He encourages Japanese not to succumb to the shikata ga nai mentality but to get angry and start behaving like citizens. ‘Japanese people listen to me because I’m always pushing what the possibilities are and how things can change… to ensure positive economic and political prospects.’”

„Er ermutigt die Japaner, ihrer shikata-ga-nai-Mentalität nicht nachzugeben. Stattdessen sollten sie mit Entrüstung reagieren und ihre bürgerliche Verantwortung aufnehmen. ‚Japaner hören mir zu, denn ich dehne ständig die Grenzen des Machbaren … um positive wirtschaftliche wie politische Perspektiven zu eröffnen.‘“

## Literarische Hinweise
- In ihrem Buch Farewell to Manzanar widmete Jeanne Wakatsuki Houston dem Konzept ein Kapitel, um zu erklären, warum die im Zweiten Weltkrieg internierten Japano-Amerikaner nicht mehr gegen die restriktiven Umstände und Gesetze, die ihnen auferlegt wurden, protestierten (vgl. Manzanar War Relocation Center).
- In dem historischen Manga Barfuß durch Hiroshima benutzen viele Bürger Hiroshimas die Phrase shikata ga nai um zu erklären, warum sie die Militärherrschaft und Armutsumstände, die viele Bürger verhungern lassen, akzeptieren.
- Im Science-Fiction-Trilogie Marstrilogie von Kim Stanley Robinson wird die Phrase als „es gibt keine Alternative“ wiedergegeben. Eingeführt durch die japanische Figur Hiroko Ai wird es zur Umgangssprache unter den ersten Mars-Kolonisten und wird dann verwendet, wenn die Einschränkungen einer Situation nur eine einzige Handlungsoption zulassen.
- James Clavell benutzt die Phrase als untergeordnetes Thema in seinem Roman Shōgun (obwohl es dort fälschlicherweise shigata ga nai buchstabiert wird).
- In Under the Blood Red Sun von Graham Salisbury trägt ein Kapitel diese Phrase als Titel.
- Shoganai ist ein Track auf Happy With What You Have To Be Happy With (EP, 2002) von King Crimson.
- In seinem Buch Hiroshima (1946) spricht John Hersey von Shikata ga nai, nachdem die Hilfe für die Überlebenden in Hiroshima und Nagasaki (hibakusha) unterbleibt.
- In seinem Roman Snow Falling on Cedars gibt David Guterson ein gutes Beispiel des Konzepts shikata ga nai durch den Hauptfigur, den Japano-Amerikaner Kabuo Miyamoto. Dieser glaubt, dass er die ungerechten Umstände seiner Gerichtsverhandlung – Vorurteile aus dem Zweiten Weltkrieg – nicht beeinflussen kann.